# Henrik Voldborg
Henrik Voldborg (født 7. april 1936 på Frederiksberg, død 21. juli 2024) var en dansk meteorolog. Voldborg voksede op i Nærum.
Henrik Voldborg blev uddannet i meteorologi på universitet i 1961, og var derefter soldat i Grønland. Herefter blev han ansat i Meteorologisk Institut i 1963, hvor han også havde arbejdet under sin studietid og fik samme år debut som vejr-vært på Danmarks Radio. Voldborg var fast tv-meteorolog på DR fra 1988 til 2001, hvor han gik på pension.
Henrik Voldborg var ud over meteorolog også amatørcellist og boede i Søllerød. Og han var hovedarkitekten og én af stifterne bag foreningen Ægteskab Uden Grænser, som havde stiftende generalforsamling den 12. oktober 1996 under en solformørkelse over København. Foreningen eksisterer stadig.
Henrik Voldborg døde den 21. juli 2024 efter nogen tids sygdom.

## I populærkulturen
Voldborg nævnes af tv·2 i deres sang "Kom lad os brokke os" på albummet Kys bruden fra 1996, samt af Shu-bi-dua i deres sang "Michael" på albummet Shu-bi-du@ 16 fra 1997. Sangen "Volleborg" af Bamses Venner handler om Voldborg.